# Музыка и время
«Музыка и время» — первый частный музей в Российской Федерации, открывшийся в ноябре 1993 года. Находится в Ярославле, на Волжской набережной реки Волги, на территории бывшей усадьбы купца Вахромеева. 
Создатель и директор музея — актёр-фокусник и коллекционер Джон Мостославский.
Артист оригинального жанра и иллюзионист, он был увлечён коллекционированием старинных вещей и собирал представленную в музее коллекцию на протяжении всей своей жизни.
Со временем музей стал музейным комплексом, в состав которого вошли музеи фарфора и самоваров. Коллекция фарфора насчитывает около 2000 предметов. Это мелкая пластика заводов России и бывшего СССР, Германии, Венгрии, Чехии, Китая. Основу собрания составляют фарфоровые изделия таких заводов, как ЛФЗ, Дмитровский, Дулёвский, новгородский «Пролетарий», Гжель, «Первомайский» в Песочном Ярославской области, завод в Сысерти Свердловской области, Конаковский, Краснодарский, Сумской, Южноуральский, а также пять украинских предприятий. Среди авторов моделей фарфоровой скульптуры много известных художников: Е. Чарушин, А. Пахомов, Е. Янсон-Манизер, С. Велихова, Ю. Львов и др. Темы и сюжеты фарфоровых изделий — это костюмированные изображения разных народов, бытовые персонажи, анималистика, детский жанр, композиции на сказочную тематику, фольклорные и литературные сюжеты.
Имеется органный зал, в котором регулярно проводятся концерты, в том числе, на старинных музыкальных инструментах.